# سنگ‌نوشته‌های پارسی باستان
در دوران هخامنشی، کتیبه‌های کنده شده بر روی کوه‌ها به سه زبان ایلامی، پارسی باستان و اکدی نوشته شده است. این مقاله به توضیح کتیبه‌های پارسی باستان می‌پردازد.

## تاریخچه پژوهش در زبان فارسی باستان
اولین آشنایی اروپائیان با خطوط میخی در سال ۱۶۱۸ میلادی روی داد یعنی در زمانی که سفرای پادشاه اسپانیا فیلیپ سوم در دربار شاه عباسی اول بنام‌های راهب آنتونیو دو گووه‌آ و دوک دن گارسیا د سیلوا فیگوروا برای اولین بار در اروپا موضوع علائم میخی را که در ویرانه‌های کاخ داریوش بزرگ در تخت‌جمشید پیدا شده بود به اطلاع محققین رساندند. گارسیا یادآور شد که خطوطی را که دیده به‌هیچ‌وجه با خطوط دیگر شباهت نداشته و صور هرمی شکلی است که به طرق مختلف نقش شده‌است.
در سال ۱۶۲۱ پیشاهنگ شرقی‌شناس کشور ایتالیا به نام پیترو دلاواله ویرانه‌های تخت جمشید را توصیف نمود و از پنج علامت خطوط میخی نسخه‌هایی عکس‌برداری، یعنی شبیه‌نویسی کرد. با توجه به سمت و جهت استقرار علائم چنین استنباط نمود که خطوط مزبور باید از چپ به راست خوانده شود. دلاواله علائم میخی را به دقت نسخه‌برداری کرد و جهت خواندن خطوط مزبور را تعیین نمود.
در سال ۱۶۷۴ جهانگرد فرانسوی موسوم به ژان شاردن نسخه‌ای از کتیبه‌های فارسی باستان را به همراه خود به کشور اروپا برد. او به اشتباه تصور می‌کرد که کتیبه‌های مزبور باید مانند هزوارش‌های چینی از بالا به پائین خوانده شود.
کشف رمز خواندن خطوط میخی بعدها به کندی انجام گرفت؛ بدین معنی که برای خواندن کتیبه‌ها لازم بود معنای هر علامت معلوم گردد، در حالی که هنوز زبانی که این خطوط میخی بدان تحریر شده بود و زمان تحریز و ملت منتسب به آن از مسائل مجهول به‌شمار می‌رفت.
در ماه مارس ۱۷۶۵ میلادی، کارستن نیبور مورخ شهیر و نامی، در حین سیر و گردش خویش، چند روزی را هم در تخت‌جمشید گذرانید و از کتیبه‌های معروف و تازه کشف شده نسخه‌برداری دقیق نمود. این اقدام وی گامی بود که به جلو برداشته شد، زیرا تا آن زمان هنوز در اروپا نسخهٔ دقیقی از متون مرتبط به یکدیگر وجود نداشت. کارستن نیبور نظر پیترو دلاواره را مبنی بر اینکه خطوط میخی باید از راست به چپ خوانده شود تائید و تصدیق نمود و علاوه بر آن نیبور به این نکته توجه کرد که کلیهٔ کتیبه‌های تخت‌جمشید در سرستون قرار گرفته یا در روی لوحه‌های جداگانه‌ای منقوش است و این لوحه‌ها هم سه‌گانه بوده‌است. در نتیجهٔ این مشاهدات چنین نتیجه گرفت که کتیبه‌های مزبور با سه نوع خط نوشته شده، ولی متن همهٔ آن‌ها یکی است. خط نوع اول ساده‌تر و الفبایی و مشتمل بر ۴۲ علامت می‌باشد. اثر نی‌بور که در سال ۱۷۷۸ میلادی انتشار یافت در امر آشنایی اروپائیان با خطوط میخی کمک شایانی نمود و مبنا و پایهٔ کشف رمز خواندن خط مزبور قرار گرفت و از اینرو تمام کوشش‌ها در راه مطالعه و تحقیق دربارهٔ خط ساده معطوف و متمرکز گردید.
در سال ۱۷۹۸ م دانشمند آلمانی، گ تیخسن به این نتیجه رسید که خط کج در کتیبه‌های نوع اول جنبه مقسم کلمات را دارد. او بعد از دقت زیاد پی برد که تعداد علائم بین این‌گونه مقسم‌ها، هیچ‌گاه از رقم ده تجاوز نمی‌کند. این مشاهدات سبب شد که تیخسن با نظر نیبور مبنی بر اینکه نوع اول خط الفبایی است و گروه علائم واقع در بین خطوط میخی کج، معرف واژه‌ها و کلمات می‌باشد و هر علامتی نماینده یک حرف است، موافقت کرد. به‌علاوه تیخسن، اینطور فکر می‌کرد که هر سه نوع خط جنبه الفبایی دارد و خود کتیبه‌ها مربوط به پادشاهان پارت و اشکانی می‌باشد، گرچه تمام نظرات «تیخسن» کاملاً منطبق با واقعیت نبود، اما بدون تردید نظر وی در مورد مفهوم و معنای خط کج در کشف خواندن خطوط میخی قدمی بسیار مؤثر بود.
در سال ۱۸۰۲ م ف. مونتر دانمارکی چنین نظر داد که گروه علائمی که زیاد دیده می‌شود، حاوی القاب پادشاهان است و چون این کتیبه‌ها در ایران کشف شده، بنابراین باید چنین حدس زد که به دستور و فرمان پادشاهان ایران نیز حک گردیده است. مقارن همین احوال باستان‌شناسان نیز به نوبه خود اعتراف کردند که کاخ‌های پرسپولیس (مجموعاً) از کاخ‌های هخامنشیان به‌شمار می‌آید و کتیبه‌هایی که روی دیوارهای کاخ را پوشانیده است به دوره‌ای منسوب است که بناهای مزبور ساخته شده‌است. از اینرو مونتر چنین نتیجه گرفت که زبان نوع اول مربوط به زبان ایران باستان و نزدیک به زبان اوستا است. او توجه به قوانین و قواعد زبان اوستایی و مراجعه به خطوط پهلوی و گرجی و ارمنی چهارده علامت از علائم خطوط میخی را خواند، ولی به‌طوری‌که بعداً معلوم گردید، از آن چهارده علامت فقط دو حرف a و b را صحیح خوانده بود. مونتر به این مطلب نیز توجه کرد که در نقش رستم نقوش برجسته مصری‌ها و نوبی‌ها و سایر ملل آفریقایی یعنی کسانی که از اتباع دولت ایران بوده و جز خراجگزار پادشاهان ایران باستان محسوب می‌شدند، کنده شده‌است. طبق منابع و مآخذ یونانی معلوم بود که سرزمین امپراتوری عظیم‌الشان ایران تا قاره آفریقا فقط در دوران سلطه و اقتدار هخامنشیان گسترش داشته‌است. پس مونتر اینطور نتیجه گرفت که کتیبه‌های خط میخی مکشوف در ایران به سه زبان عمده حکومت هخامنشیان تنظیم گردیده و موضوع متن‌های تمام انواع خطوط یکی است. مونتر نظر مهم دیگری نیز ابراز کرد و گفت که امکان دارد بعضی از تغییرات در انتهای گروه علائم (کلمات) تغییرات صرفی و دستوری باشد.
بدین ترتیب اقدامات مربوط به کشف رموز خواندن خط میخی به کندی و تحمل رنج زیاد پیش می‌رفت و تمام نتایج مثبتی که به دست می‌آمد از دایره فرضیه و توهم قدم فراتر نمی‌نهاد. بیش از ۱۰۰ سال گذشت تا فقط ۲ علامت، آنهم از روی حدس شناخته شد. جای تعجب نیست که بسیاری از محققین راه تخیل پیمودند به‌طوری‌که در سال ۱۸۰۲، شخصی بنام لیختن اشتین اعتقاد راسخ داشت که علائم خطوط میخی هر سه نوع از انواع الفبای کوفی است و باید از راست به چپ خوانده شود. او معتقد بود که این خطوط به زبان عربی نوشته شده و به سبک و روش آیات قرآن حاوی آیاتی است. یکی دیگر از معاصرین تیخسن، بنام س. ویته عقیده داشت که اهرام مصر و ویرانه‌های تخت جمشید در طبیعت به وجود آمده‌اند و نتیجه و ثمره پیدایش آتشفشانی است. قبل از آن بعضی دانشمندان می‌کوشیدند تا خطوط میخی را به زبان یونانی بخوانند.
گروتفند ۲۷ ساله به خواندن کتیبه‌های خطوط میخی تخت جمشید پرداخت. اساس کار او به این منوال بود که بعضی از نظریات و افکار پیشینی‌ها را پذیرفت و با ابنی نظر که خط کج، مقسم کلمات است موافقت نمود. همچنین تائید کرد که گروه هفت علامتی که غالباً و مکرراً به چشم می خورد به معنای پادشاه است و کتیبه‌های مزبور متعلق به دوره هخامنشیان می‌باشد و برای تعیین نام واقعی پادشاهان ایران باید به زبان اوستایی متوسل شد و علامتی که بیشتر به چشم می خورد همان حرف «a» می‌باشد. بدیهی است این نظریات باز هم کلاً جنبه فرضیه را داشت، ولی گروتفند از بین کلیه این فرضیه‌ها و نظریه‌ها روش خود را برگزید.

## آریارَمنَه
کتیبه آریارَمنَه که بر روی لوحه‌ای از طلا نگاشته شده و در همدان کشف گردیده است، مشتمل بر معرفی شاه و نسب او و اینکه اَهورامَزدا این سرزمین را بدو عطا کرده‌است و به خواست او، شاه این سرزمین است و سرانجام در خواست حمایت از اَهورَه مَزدا است.

## اَرشام
کتیبه ارشام بر روی لوحه‌ای از طلا نگاشته و در همدان کشف گردیده، شامل ۱-معرفی شاه و نسب او ۲- ستایش اهوراه مزدا ۳-درخواست حمایت از او است.

## کوروش بزرگ
سه کتیبه کوچک آسیب دیده از کوروش در دشت مُرغاب به دست آمده‌است که در آن‌ها کوروش خود را معرفی کرده‌است. دانشمندان عموماً اعتقاد دارند که کتیبه‌های نامبرده پس از زمان شاهان فوق به دستور جانشینان نوشته شده‌است.

## داریوش بزرگ
از داریوش کتیبه‌های در بیستون، تخت جمشید و نقش رستم، شوش، سوئز، الوند و همدان بر جای مانده‌است.

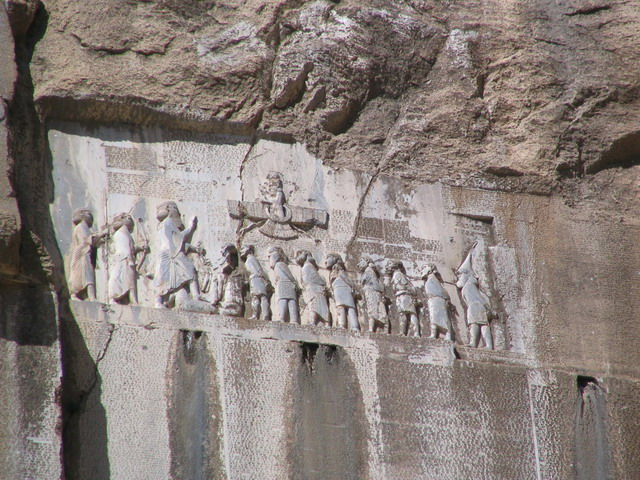
کتیبه بیستون
مهمترین کتیبه داریوش در بیستون است که در آن چگونگی به سلطنت رسیدن و غلبه خود را بر بردیای غاصب و شورشیان بیان کرده‌است. این کتیبه که مفصل‌ترین کتیبه فارسی باستان، دارای پنج ستون و به سه زبان فارسی باستان، اکدی و عیلامی است. علاوه بر این کتیبه بزرگ، ده کتیبه کوچک که هر کدام دارای چند کلمه بیش نیست و در آن نام شورشیان ذکر شده و یک کتیبه ۱۸ سطری که مشتمل بر معرفی داریوش است، در بیستون کشف گردیده است.
تخت جمشید
در تخت جمشید هفت کتیبه از داریوش برجای مانده یا به دست آمده که بعضی از آن‌ها کتیبه‌های کوچکی هستند؛ مشتمل بر معرفی داریوش. بعضی از آن‌ها مفصل ترند:
1. کتیبه Dpd که مشتمل بر ۱-مدح اهوره مزدا ۲- توصیف سرزمین پارس ۳- دعا است.[۱۵]
2. کتیبه Dpe که مشتمل بر ۱-معرفی داریوش ۲- سرزمین‌هایی که خراج‌گزار او بودند ۳- اندرز به فرمانروایان آینده و دعا.[۱۶]
3. کتیبه Dph بر روی لوحه طلا و نقره حک شده‌است و درباره تصرف قلمرو سکها نوشته شده‌است.[۱۷]

نقش رستم
از داریوش در نقش رستم) در چند فرسنگی شمال تخت جمشید) چند کتیبه بسیار کوچک در معرفی درباری‌های خود و مردهای سرزمین‌های دیگر و دو کتیبه بزرگ بر جای مانده‌است:
1. کتیبه DNa که دارای ۶۰ سطر است و مشتمل بر ۱-مدح اَهوره مزدا ۲-معرفی داریوش ۳-برشمردن سرزمین‌های خراج‌گذار ایران ۴- درباره فرونشاندن شورش‌ها ۵-شکرگذاری از اهوره مزدا و دعا برای خود و خانواده‌اش ۶- اندرز به فرمانرواهای بعدی است.[۱۸]
2. کتیبه DNb دارای ۶۰ سطر مشتمل بر ۱- مدح ۲اهُوره مزدا ۲-معرفی خود و روش فرمانروایی و خصوصیات هنرها و فضائل او ۳- اندرز به دیگران است.[۱۹]

شوش

کتیبه داریوش در شوش

در شوش ۱۹ کتیبه از داریوش باقی مانده‌است که مهم‌ترین آن‌ها عبارتند از:
1. کتیبه DSe: در ۵۲ سطر مشتمل بر ۱- مدح اهوره مزدا ۲- معرفی داریوش ۳- نام سرزمین‌های خراج‌گزار ۴- روش حکومت و شرح بعضی از کارهای داریوش ۵- دعا به خود، نوشته شده‌است.[۲۰]
2. کتیبه DSf: در ۵۸ سطر نوشته شده‌است و مشتمل بر ۱- مدح اهوره مزدا ۲- معرفی داریوش و ستایش اهوره مزدا که پادشاهی را به او اعطا کرده‌است. ۳- درباره ساختن کاخ شوش و مواد ساختمانی که در آن به کار رفته‌است. ۴- دعا به خود و پدر و کشورش.[۲۱]

کتیبه‌های دیگر، کتیبه‌های کوچکی هستند و غالباً در معرفی داریوش با یه یادبود بنایی نگاشته شده‌اند.
سوئز
سه کتیبه از داریوش در سوئز کشف شده که مفصل‌ترین و مهم‌ترین آن‌ها DSc است. که در ۱۲ سطر نوشته شده و مشتمل بر ۱- مدح اهوره مزدا ۲- معرفی داریوش ۳- دستور حفر ترعه سوئز. دو کتیبه دگیر کوچک اند و مشتمل بر معرفی شاه هستند.
الوند

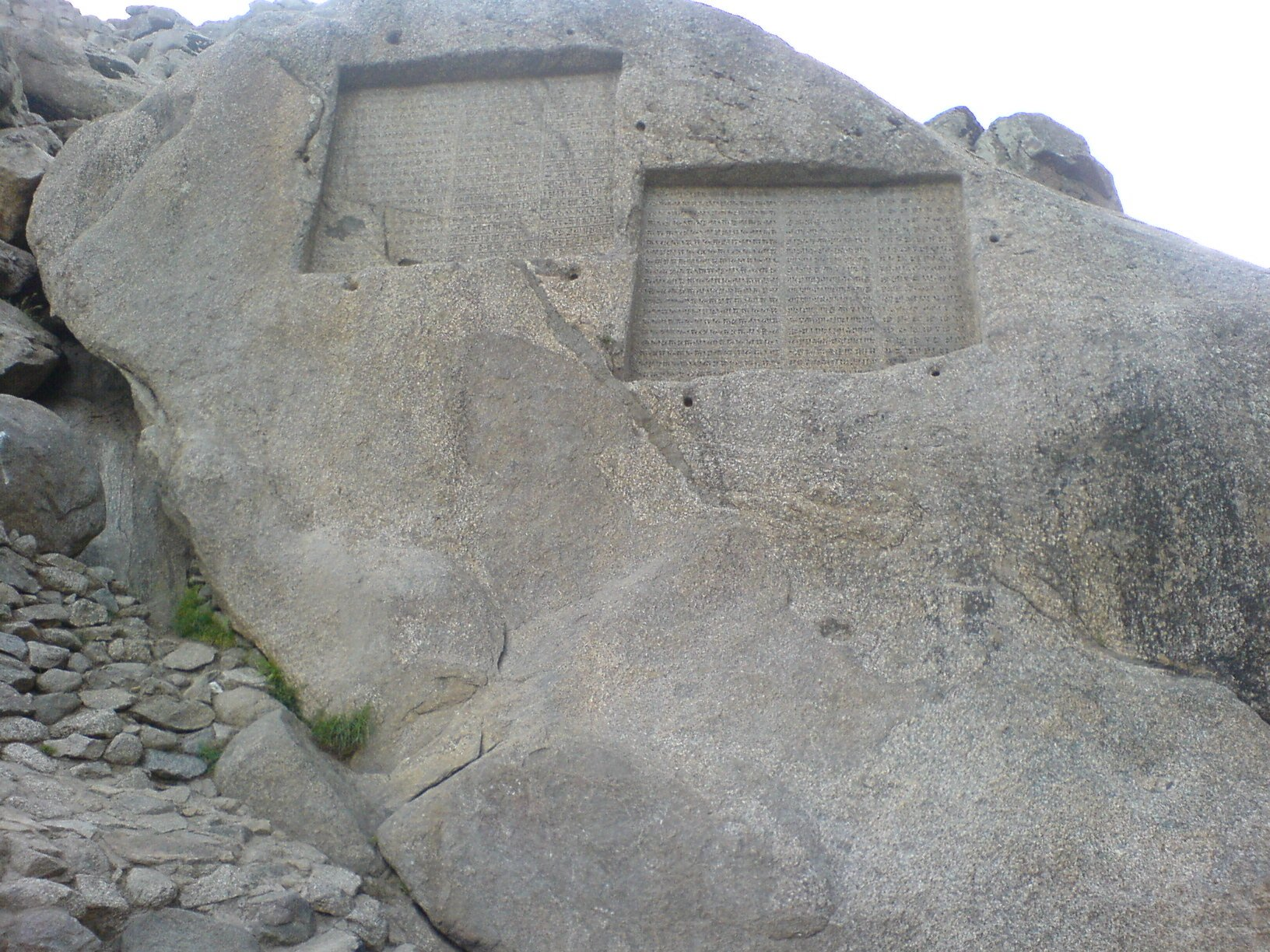
کتیبه‌های حکاکی شده در کوه الوند

در الوند، در جنوب غربی همدان کتیبه‌ای منسوب به داریوش در ۲۰ سطر بر جای مانده‌است که مشتمل است بر ۱-مدح اَهوره مَزدا ۲-معرفی داریوش. احتمالاً این کتیبه به دستور خشایارشا نگاشته شده‌است.
همدان
کتیبه‌ای بر روی لوحه‌ای طلا و نقره مشتمل بر ۱- معرفی داریوش ۲- سرزمین‌های تحت سلطه او.

## خشایارشا
از خشایارشا کتیبه‌هایی در تخت جمشید، شوش، وان، همدان و الوند بر جای مانده‌است.
تخت جمشید
از خشایارشا ۱۲ کتیبه در تخت جمشید در دست است.
1. کتیبه XPa در ۲۰ سطر نوشته شده‌است و مشتمل بر ۱- مدح اهوره مزدا ۲-معرفی خشایارشا ۳- ذکر ساختن دهلیزی در تخت جمشید و بنای ساختمان‌های دیگر ۴- دعا است.[۲۷]
2. کتیبه XPb در ۳۰ سطر مشتمل بر ۱- مدح اهوره مزدا ۲- معرفی شاه ۳- ذکر بنا کردن ساختمان‌هایی در تخت جمشید و جاهای دیگر ۴- دعا است.[۲۸]
3. کتیبه XPc در ۱۵ سطر و مشتمل بر ۱-مدح اهوره مزدا ۲- معرفی شاه ۳-ذکر ساختن کاخی به فرمان داریوش پدر خشایارشا ۴- دعا است.[۲۹]
4. کتیبه XPd در ۱۹ سطر و مشتمل بر ۱- مدح اَهوره مزدا ۲-معرفی شاه ۳- ذکر بنای کاخی توسط خشایارشا ۴- دعا است.[۳۰]
5. کتیبه XPf در ۴۸ سطر و مشتمل بر ۱- مدح اهوره مزدا ۲-معرفی شاه ۳-ذکر داریوش به عنوان پدر و ویشتاسب به عنوان جد خود ۴- اینکه داریوش از میان همه فرزندانش خشایارشا را جانشین خود قرار داده است ۵-دعا است.[۳۱]
6. کتیبه XPh در ۶۰ سطر و مشتمل بر ۱-مدح اهوره مزدا ۲-معرفی خشایارشا ۳-ذکر سرزمین‌های زیر سلطه او ۴-فرونشاندن شورش‌ها در این سرزمین‌ها ۵-ذکر خراب کردن پرستشگاه‌های خدایان مطرود (دَیوَه‌ها) و اصلاح کارهای نادرستی که در آن مکان انجام گرفته بود ۵- اندرز و دعا است.[۳۲]
7. کتیبه XPi در ۵۶ سطر تقلیدی است از یکی از کتیبه‌های داریوش در نقش رستم (DNb).[۳۳]

بقیه کتیبه‌های تخت جمشید کوتاه هستند که در معرفی شاه یا به یادبود بنای کاخی یا ساختمانی نگاشته شده‌اند.
شوش
از خشایارشا سه کتیبه کوچک در شوش باقی مانده‌است و هر سه کتیبه یادبود بنای کاخ هستند.
وان

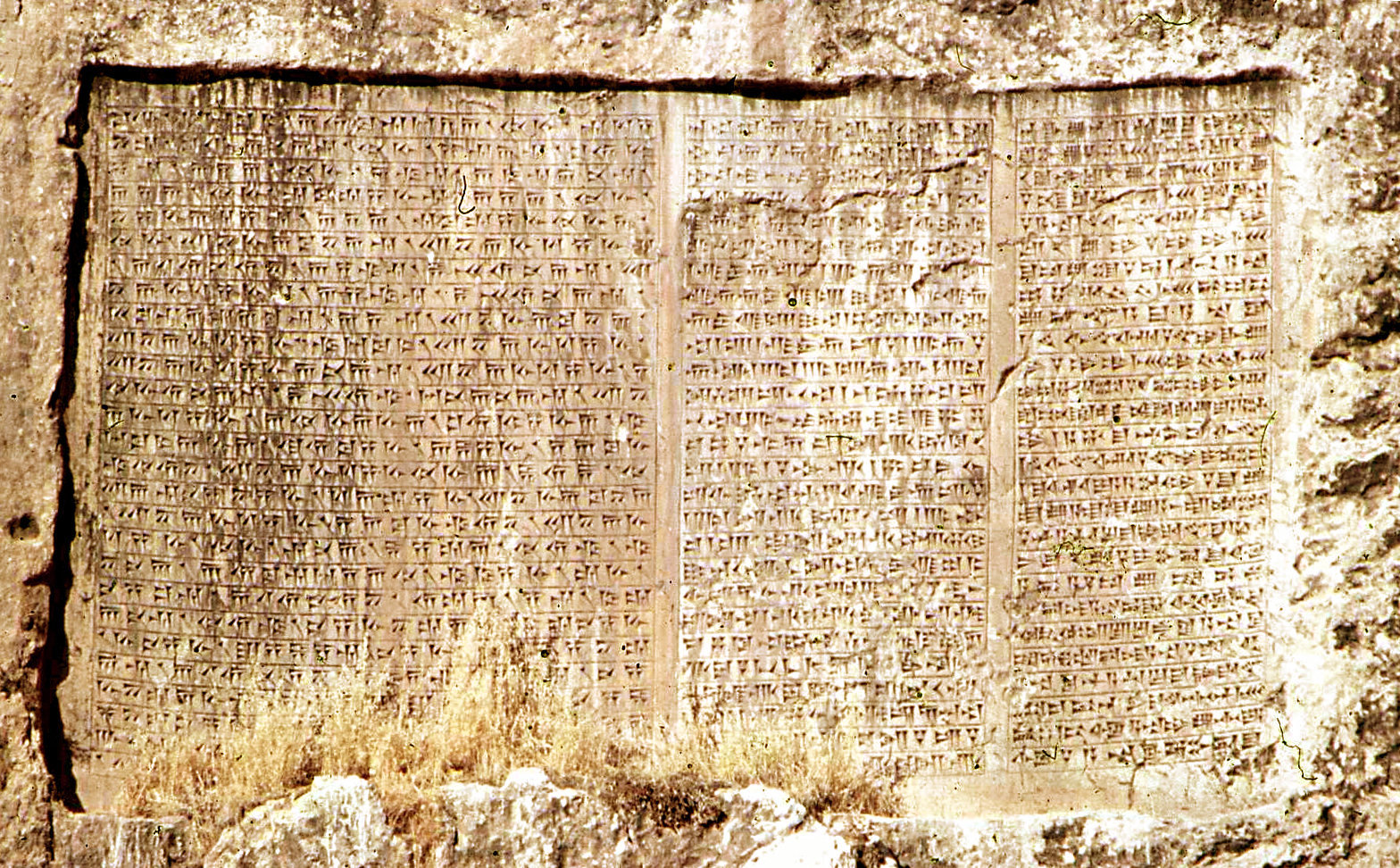
کتیبه سه زبانه خشایارشا در وان

از خشایارشا یک کتیبه در وان در ۲۷ سطر بر دیوار قلعه‌ای وجود دارد که مشتمل است بر ۱- مدح اهوره مزدا ۲- معرفی شاه ۳- ذکر بنایی که داریوش ساخته و خشایارشا کتیبه‌ای به یادبود آن نگاشته است ۴-دعا.
همدان
از خشایارشا در همدان کتیبه‌ای در یک سطر بر روی جامی نقره‌ای با مضمون اینکه «این (جام) در خانه خشایارشا ساخته شده، به دست آمده‌است.
الوند
از خشایارشا یک کتیبه در الوند در سمت راست کتیبه داریوش در ۲۰ سطر باقی است. این کتیبه مشتمل بر ۱- مدح اهوره مزدا ۲- معرفی شاه است.

## اردشیر اول
از اردشیر اول کتیبه‌ای در ۱۱ سطر در تخت جمشید باقی است مشتمل بر ۱-مدح اهوره مزدا ۲- معرفی شاه ۳- اتمام کاخی که خشایارشا شروع کرده بوده و این شاه به اتمام رسانیده است.

## دیگر پادشاهان هخامنشی
از دیگر شاه‌های هخامنشی مانند داریوش دوم در شوش، اردشیر دوم در شوش و همدان، اردشیر دوم یا سوم در تخت جمشید کتیبه‌های کوچکی، که تقلیدی از کتیبه‌های شاه‌های قبلی است، به دست آمده‌است و مضمون آن‌ها غالباً ستایش اهوره مزدا، معرفی شاه و ذکر بنای کاخی یا اتمام بنای ناتمام آن است. علاوه بر کتیبه و لوح، بر روی سنگ وزنه و روی سکه‌ها و گِل‌های پخته و بعضی ظروف نیز نوشته‌هایی به فارسی باستان بر جای مانده‌است.
قطعه‌های جعلی کم نیستند. آخرین کتیبه‌های جعلی فارسی باستان، چهار کتیبه‌ای است که به همراه جسد مومیایی منسوب به وردَگَونا (دختر خشایارشا) در سال ۲۰۰۰ م در کراچی پاکستان یافت شد. از این چهار کتیبه، دو کتیبه بر تابوت چوبی، یک کتیبه بر لوحی زرین روی جسد و یک کتیبه بر تخت سنگ روی جسد نقش بسته بود. هر چهار کتیبه پر از غلط‌های نوشتاری و دستوری است.

## جایگاه اهورامزدا و پادشاه در کتیبه‌های هخامنشی
شاه ایران در کانون نظام شاهنشاهی قرار داشت. خدای بزرگ، اهورامزدا او را برای فرمانروایی بر سرزمین‌ها و اقوام گوناگون بر روی زمین گماشته و به پارس برتری بخشیده بود. هیچ شاهی در پارس بدون این حمایت الهی فرمان نمی‌راند. شاه آفریده اهورامزدا و بخشی از آفرینش پربرکت او بود که شادی و نیکبختی را برای تمام نوع بشر تضمین می‌کرد. بنابراین همگان شاه ایران را گرامی داشتند، از او اطاعت می‌کردند و به او خراج (فارسی باستان: باج) می پرداختند.شاه استوارسازنده طرح اهورامزدا برای حفظ نظم کامل جهانی بود که همه کس از آن سود می برد. در این طرح شاه و خداوند یکدیگر را تکمیل می‌کردند و هدف یگانه‌ای داشتند.

## لاتین
1. ↑  Antonio de Gouvea
2. ↑  don Garcias de Sylva de Figueroa
3. ↑  G. Tychsen
4. ↑  Fr. Munter
5. ↑  Lichtenstein
6. ↑  S. Viteh
7. ↑  Vṛdagaunā